# 自由律俳句
自由律俳句（じゆうりつはいく）とは、五七五の定型俳句に対し、定型に縛られずに作られる俳句を言う。季題にとらわれず、感情の自由な律動（内在律・自然律などとも言われる）を表現することに重きが置かれる。文語や「や」「かな」「けり」などの切れ字を用いず、口語で作られることが多いのも特徴である。17音より短い作品は短律、長い作品は長律とも言う。定型の意識を保ったまま作られる字あまり・字足らずや句またがり、破調の句などと区別される。また自由律俳句はあくまで定型から自由になろうとすることによって成立する俳句であり、したがって単なる一行詩がそのまま自由律俳句となるわけではない。

## 歴史
自由律俳句の誕生を準備したのは河東碧梧桐の新傾向俳句と、それを理論化した大須賀乙字である。正岡子規の俳句革新ののち、碧梧桐は自然主義の影響を受けて個性重視、接社会を説き、五七五の定型を徐々に破って五五三五、五五五三といった四分節形式を試みるようになっていった（こうした傾向に対して高浜虚子は危機感を覚えて俳壇に復活、客観写生、花鳥諷詠を説いた）。しかし荻原井泉水は新傾向俳句の不徹底性を批判し、主宰誌「層雲」（1911年創刊）誌上で印象詩としての俳句を提唱。「層雲」はもともと碧梧桐を擁していたが、大正時代以降に季題を捨てることを拒んだ碧梧桐派が分離したのち、境涯俳句性の強い種田山頭火、尾崎放哉や大橋裸木、のち俳句幽玄論を説き「かほ」「いろ」といったわずか二音の短い句も作った青木此君楼などを輩出、自由律俳句の拠点となった。
一方、やはり碧梧桐門下の中塚一碧楼は、碧梧桐門から一時離脱し「自選俳句」（1910年）「試作」（1911年）「第一作」（1912年）などにおいて定型打破、季題揚棄、自選主義などを掲げて同人活動を行った。一碧楼はのちに碧梧桐と和解し、1915年に碧梧桐とともに「海紅」を創刊。1922年には碧梧桐に譲られて主宰となり、「層雲」とともに自由律運動の推進に努めた。また「海紅」を去った碧梧桐は、1925年に風間直得とともに「三昧」を創刊し、句に複雑なルビをつけて意味の重層化を図るルビ俳句などを試みている。このほか虚子門からも、のちに自由律に移り独自の感動主義を提唱した萩原蘿月が出ている。
昭和初期には、井泉水門下の橋本夢道、栗林一石路、小沢武二らが1930年に「旗」を創刊（言論弾圧のため、のち「尖行」の横山林二と合流し「プロレタリア俳句」「La俳句」「俳句の友」「俳句生活」と改題）、プロレタリア俳句運動の一環としての自由律俳句を追求した。彼らは新興俳句弾圧事件に連座してその活動が終息するが、戦後新俳句人連盟に一部その流れが受け継がれた。一方、1940年の大政翼賛会発足に伴い結成された日本俳句作家協会（後の日本文学報国会）において中塚一碧楼が常任理事、荻原井泉水が理事、喜谷六花、細谷不句が評議員に名を連ねた、またこの時に自由律という名が左傾的であると「内在律」と称された。
戦後は1947年、前述の蘿月の感動律を受け継ぐ内田南草らによって口語俳句研究会が発足、翌年機関誌「口語俳句」が創刊され口語による自由律を掲載。また吉岡禅寺洞の主宰誌「天の川」（1918年創刊）が戦後に自由律誌となり、禅寺洞の死後1962年に後継誌として「あまのがわ」が永海兼人によって創刊されている。1980年代には尾崎放哉の影響を受けた夭折の俳人住宅顕信が注目された。
自由律俳句の賞としては、1990年に始まった「放哉」南郷庵友の会主宰の「放哉賞」があり、受賞者に「層雲」同人のきむらけんじなどがいる（第一回受賞）。近年ではお笑い芸人の又吉直樹がコラムニストのせきしろと組んで自由律俳句の著書を出すなどしている。せきしろは、公募ガイド社が運営するWEBサイト「Koubo」にて投稿コーナー「せきしろの自由律俳句」を、同社が発行する季刊公募ガイドでは作品を添削する「せきしろの自由律俳句添削」を連載している。また、『伊集院光とらじおと』（TBSラジオ）や、『かが屋の鶴の間』（中国放送）では自由律俳句のコーナーがある。

## 作品例
- 弟を裏切る兄それが私である師走（河東碧梧桐）
- 曳かれる牛が辻でずつと見廻した秋空だ（同）
- まっすぐな道でさみしい（種田山頭火）
- 分け入つても分け入つても青い山（同）
- うしろすがたのしぐれてゆくか（同）
- どうしようもない私が歩いている(同)
- たんぽぽたんぽぽ砂浜に春が目を開く（荻原井泉水）
- 棹さして月のただ中（同）
- 咳をしても一人（尾崎放哉）
- 墓のうらに廻る（同）
- いれものがない両手でうける（同）
- こんなよい月を一人で見て寝る（同）
- 草も月夜（青木此君楼）
- 光水の上にある（同）
- 橋をよろこんで渡つてしまふ秋の日（中塚一碧楼）
- 病めば蒲団のそと冬海の青きを覚え（同）
- シャツ雑草にぶっかけておく（栗林一石路）
- こういう思想をもって黄ばんだ街路樹を仰いでいる（同）
- 陽へ病む（大橋裸木）
- 蛙の声の満月（同）
- 横になって夕立に逃げられちゃった（同）
- うごけば、寒い（橋本夢道）
- 無礼なる妻よ毎日馬鹿げたものを食わしむ（同）
- 妻よおまえはなぜこんなにかわいんだろうね（同）
- ずぶぬれて犬ころ（住宅顕信）
- 夜が淋しくて誰かが笑いはじめた（同）
- 座った分だけ高くなる空（せきしろ）[13]
- 1+1=1（堀田季何）